# Копривница
Копривница (на хърватски: Koprivnica) е град в Хърватия, административен център на Копривнишко-крижевската жупания. Копривница е с население от 30 854 жители (2011 г.) и обща площ от 91,05 км². Намира се в северната част на страната. В Копривница е базирана хранителната компания Подравка.